# Albertstraße (Berlin)
Die Albertstraße im Berliner Ortsteil Schöneberg des Bezirks Tempelhof-Schöneberg ist knapp 250 Meter lang und stellt eine Verbindung zwischen der Hauptstraße und der Ebersstraße dar. Dabei kreuzt sie die Feurigstraße. Die Postleitzahl ist 10827. Entlang der Straße hat man in südöstlicher Richtung einen Blick auf den Schöneberger Gasometer, der als von weitem sichtbare Landmarke das Wahrzeichen der „Roten Insel“ darstellt.

## Lage
Die Straße durchquert zum größten Teil eine reine Wohngegend. Nur wenige Gewerbebetriebe und eine Eckkneipe finden sich in den Erdgeschossen der mehrstöckigen Wohngebäude. Die 1891/1892 von W. Bröker errichtete Villa an der Albertstraße 12 Ecke Feurigstraße 24 – auch „Rote Villa“ genannt – steht unter Denkmalschutz. In dem Gebäude führten die Nationalsozialisten im Jahr 1933 laut dem Zeitzeugen Paul Tollmann zahlreiche Verhöre und Misshandlungen von politischen Gegnern durch.

## Namensherkunft
Die Straße wurde nach ihrer Anlage 1886/1887 als Straße 63 geführt und erhielt ihren heutigen Namen 1888 nach dem Vornamen des Schöneberger Stadtverordneten und Gemeindevorsteher Albert Grix (1838–1913), einem Schmiedemeister, der als Anrainer der bis 1920 selbstständigen Stadt Schöneberg Teile seines Grundbesitzes kostenlos zur Errichtung der Straße überließ.